# オーフォート鉄道
オーフォート鉄道(オーフォートてつどう、ノルウェー語: Ofotbanen)は、スウェーデンのルレオとノルウェーのナルヴィクを結ぶ路線である。本来はナルヴィクからスウェーデンの国境駅までのノルウェー側約40kmの路線の名称だが、便宜上スウェーデン側のマルムバナン（スウェーデン語: Malmbanan、鉱石鉄道の意）を含めて説明する。
ノルウェーとスウェーデンで最も北にある鉄道路線であり、ムルマンスク・ニケル鉄道が開通するまでは世界最北の鉄道路線であった。

## 歴史
キルナ鉱山で産出される鉄鉱石を輸送する目的で敷設され、1888年にルレオからイェリヴァーレまでが、1902年には全線が開通し、1915年にキルナから国境駅までが、1923年には全線が電化された。第二次世界大戦においてナチス・ドイツが北欧侵攻を実行したのは、この鉄道が輸送する鉄鉱石を確保するためだった。

## 貨物列車
マルムトラフィークがスウェーデンの国営企業LKABが採鉱する鉄鉱石の輸送を行っている。ルレオあるいは不凍港ナルヴィクから輸出するための輸送路として極めて重要である。大重量の鉄鉱石を扱うことから、軸重30トンに耐えるように設計されており、68両で総重量8600トンを牽引できるIORE形機関車が配備されている。鉱石列車は通年昼夜を問わず運行されており、貨物の総重量は年間1590万トン（2006年）でノルウェー全体の過半数を占め、わずか40kmという距離でノルウェー全体の2割にあたる6.9億トンキロメートルという輸送量になっている。
ほかにOfotbanenとen:CargoNetが一般貨物を扱っている。とくにArctic Rail Express (ARE)はナルヴィク・オスロ間の貨物をスウェーデン経由で直送しており、南へ魚介を、北へは様々な食料品を運んでいる。

### 使用機関車
現在
- マルム・トラフィークIORE形電気機関車

過去
- スウェーデン国鉄Dm3形電気機関車

## 旅客列車
基本的にはスウェーデン国鉄 (SJ) が旅客輸送を担っており、ストックホルムから直通の夜行列車も通っている。

### ノールランストーグ
ノールランストーグ (スウェーデン語: Norrlandståget) はスウェーデンの国有鉄道網を南北に縦断して走る夜行列車である。国鉄時代にはNordpilen（「北の矢」の意）と呼ばれていた。
南側はヨーテボリまたはストックホルムから、北部のルレオまたはノルウェーのナルヴィクまでをおよそ18時間かけて運行している。
- ヨーテボリからメーラレン湖の西側を北上し、イェブレでストックホルム発の列車と併結してウメオ経由でルレオまでの1569km。ヨーテボリを夕方に出発してルレオ到着は翌日昼前、帰路はルレオを夕方に出発してヨーテボリには昼前に到着する。
- ストックホルムから北上し、ボーデン (スウェーデン)（英語版）でルレオ方面の列車を分離併結してナルヴィクまでの1606km。ストックホルムを夕方に出発してナルヴィク到着は翌日昼過ぎ、帰路はナルヴィクを午後に出発してストックホルムに朝到着する。

以上の急行夜行列車2往復の他、ウメオ・ルレオ間、ルレオ・ナルヴィク間、キルナ・ナルヴィク間の区間運行をする昼の列車が1往復ずつある。
1968年から1980年代までは、コペンハーゲンの対岸マルメからメーラレン湖の西側を北上し、ルレオを経由してナルヴィクまで走る列車があり、これはストックホルムを通過していたものの最長の経路をたどっていた。
もともとスウェーデン国鉄が運営していたが、2000年1月10日にTågkompanietに、その後2003年6月15日からはヴェオリア・トランスポール（旧Connex）に運営が移り、さらに5年後の2008年6月15日からはSJ AB（国鉄株式会社）の子会社であるSJ Norrlandståg ABが運行している。

### ラップランストーグ

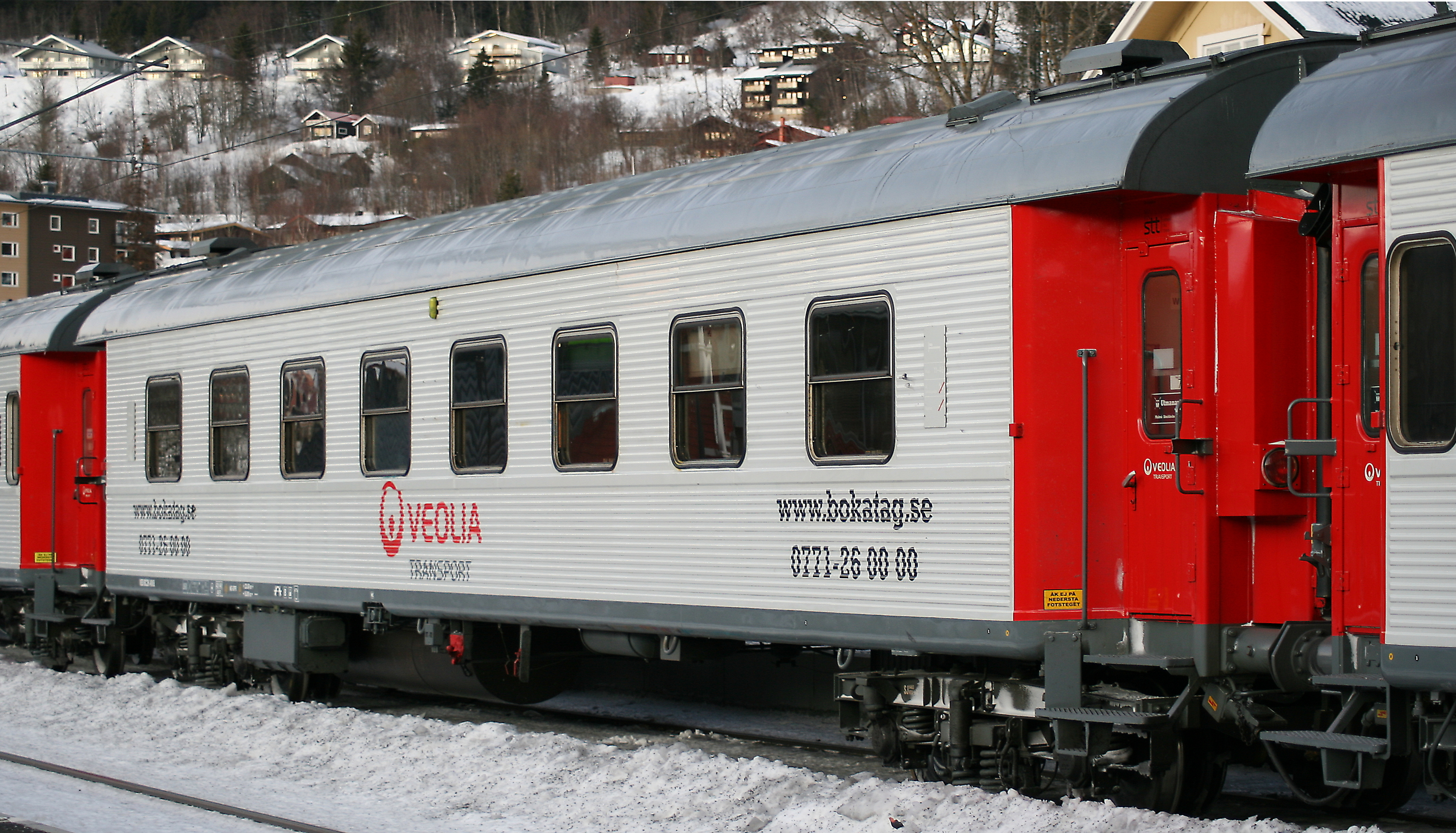
ラップランストーグ

ラップランストーグ (スウェーデン語: Lapplandståget) は2008年から2010年の夏季にヴェオリア・トランスポールが運行していた臨時夜行列車である。2008年にノールランストーグを国鉄に取り戻されたため運行を始めたが、3年間で廃止となった。
コペンハーゲン対岸のマルメからナルヴィクまで全行程はおよそ28時間2147 kmにおよび、これはヨーロッパの長距離列車でも最長の部類であった。マルメを金曜午後に出発し夜にストックホルム・ウプサラに停車した後は、いくつかの路線分岐駅に止まるだけで翌日の午後に北極圏に到達、イェリバーレ・キルナ・アビスコ・国境駅に停車し、ナルヴィクへの到着は土曜の夕刻だった。ウメオやルレオは経由せず、それぞれ途中停車駅のヴェンネスやボーデンからバスが接続していた。帰路は日曜午前中にナルヴィクを出発し、ストックホルムには月曜朝に、マルメ到着は午後だった。2008年・2009年はマルメから週1往復の他にヨーテボリからも別の曜日に1往復運行されていた。2010年はマルメではなくコペンハーゲン出発に変更された。